# گمینا شلکوو
گمینا شلکوو (به لهستانی:  Gmina Szelków) یک گمینا در لهستان است که در شهرستان ماکوف واقع شده‌است. گمینا شلکوو ۱۱۲٫۹۳ کیلومتر مربع مساحت و ۳٬۶۹۵ نفر جمعیت دارد.